# Trobelno
Trobelno este o localitate din comuna Kamnik, Slovenia, cu o populație de 20 de locuitori.